# Airport Race

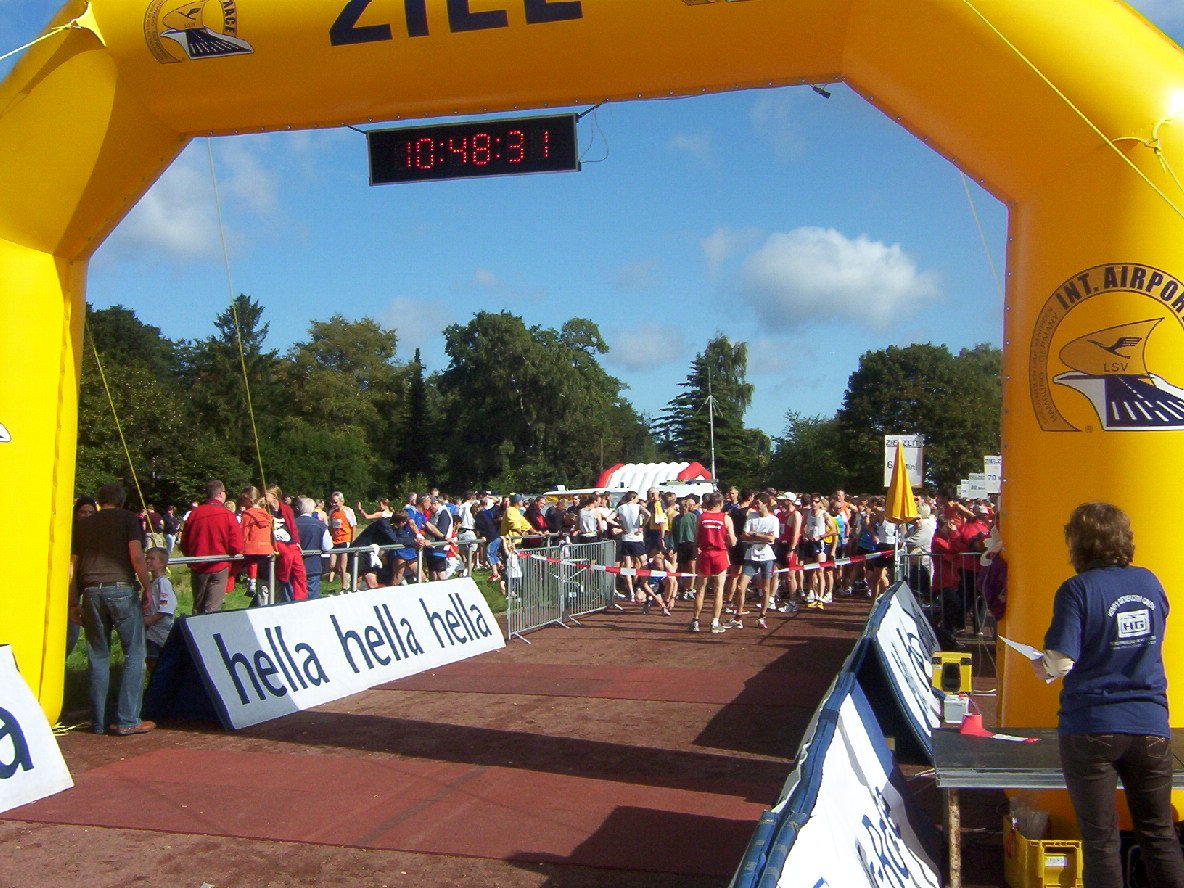
Startaufstellung zum 26. Internationalen Airport Race 2009

Das Airport Race (offizieller Name Internationales Airport Race) ist ein Volkslauf über 10 Meilen (16,09 km) in Hamburg, der seit 1984 ausgetragen wird (in den Jahren 1984 und 1985 über 15 km). Er findet in der Regel Anfang/Mitte September statt. Die Laufstrecke führt einmal gegen den Uhrzeigersinn um den Flughafen Hamburg herum. Des Weiteren zählen ein 5-km-Lauf sowie die Mini Airport Races 1 Meile (7-13 Jahre) und 400 Meter (3-6 Jahre) zum Programm.
Das Airport-Race ist eines von drei Wertungsrennen zum Laufcup Hamburg, der seit 2000 ausgetragen wird. Die weiteren Wertungsläufe sind der Alsterlauf (10 km) und der Volkslauf durch das schöne Alstertal (Halbmarathon). Alle drei Läufe finden zwischen Ende August und Ende September statt.

## Statistik

### Streckenrekorde
- Männer: 49:11 min, David Walters , 1986
- Frauen: 58:01 min, Michaela Möller , 2008

### Siegerliste
Quellen: Website des Veranstalters
| Jahr                 | Männer                  | Nation                 | Zeit    | Frauen                   | Nation             | Zeit    |
| -------------------- | ----------------------- | ---------------------- | ------- | ------------------------ | ------------------ | ------- |
| 14. Sep. 2025        |                         |                        |         |                          |                    |         |
| 8. Sep. 2024         | Miguel Molero-Eichwein  | Deutschland            | 0 55:42 | Kathi Nüser              | Deutschland        | 1:04:51 |
| 10. Sep. 2023        | Simon Bong              | Deutschland            | 0 51:30 | Annika Kuhlmann          | Deutschland        | 1:09:24 |
| 11. Sep. 2022        | Nicolas Wilde -3-       | Deutschland            | 0 52:23 | Michaela Sarman-Lein -4- | Deutschland        | 1:01:51 |
| 11. Sep. 2021 ***    | Nicolas Wilde -2-       | Deutschland            | 0 53:17 | Berrin Otto              | Deutschland        | 1:09:27 |
| 12./13. Sep. 2020 ** | Nicolas Wilde           | Deutschland            | 0 55:05 | Felice Haverland         | Deutschland        | 1:04:38 |
| 15. Sep. 2019        | Monier Rauter           | Deutschland            | 0 57:33 | Michaela Sarman-Lein -3- | Deutschland        | 1:00:55 |
| 16. Sep. 2018        | Hailezgi Meresie        | Deutschland            | 0 54:29 | Michaela Sarman-Lein -2- | Deutschland        | 1:00:35 |
| 3. Sep. 2017         | Mourad Bekakcha         | Deutschland            | 0 53:31 | Michaela Sarman-Lein     | Deutschland        | 1:02:51 |
| 4. Sep. 2016         | Dennis Mehlfeld -3-     | Deutschland            | 0 55:35 | Annika Krull             | Deutschland        | 1:02:33 |
| 13. Sep. 2015        | Lennart Grube           | Deutschland            | 0 58:54 | Josefine Grube           | Deutschland        | 0 58:54 |
| 14. Sep. 2014        | Jon-Paul Hendriksen -2- | Neuseeland             | 0 55:26 | Anne Lupke -3-           | Deutschland        | 1:03:57 |
| 15. Sep. 2013        | Oleg Rantzow -3-        | Deutschland            | 0 55:22 | Anne Lupke -2-           | Deutschland        | 1:02:15 |
| 2. Sep. 2012         | Oleg Rantzow -2-        | Deutschland            | 0 53:32 | Anne Lupke               | Deutschland        | 1:04:05 |
| 4. Sep. 2011         | Jon-Paul Hendriksen     | Neuseeland             | 0 54:50 | Luba Demyd               | Ukraine            | 1:07:46 |
| 5. Sep. 2010         | Oleg Rantzow            | Deutschland            | 0 51:38 | Katharina Josenhans      | Deutschland        | 1:04:34 |
| 13. Sep. 2009        | Dennis Mehlfeld -2-     | Deutschland            | 0 53:08 | Janna Hinz               | Deutschland        | 1:04:54 |
| 2008                 | Sebastian Lüning        | Deutschland            | 0 55:18 | Michaela Möller          | Deutschland        | 0 58:01 |
| 2007                 | Dennis Mehlfeld         | Deutschland            | 0 54:52 | Karin Nentwig            | Deutschland        | 1:06:05 |
| 2006                 | Arne Gabius             | Deutschland            | 0 50:27 | Manuela Sporleder        | Deutschland        | 1:06:16 |
| 2005                 | Gösta Ladiges -3-       | Deutschland            | 0 56:16 | Janna Hinz               | Deutschland        | 1:03:21 |
| 2004                 | Horst Ungewickell       | Deutschland            | 0 55:22 | Julia Maisch             | Deutschland        | 1:06:25 |
| 2003                 | Gösta Ladiges -2-       | Deutschland            | 0 55:08 | Gabriele Schult -5-      | Deutschland        | 1:02:48 |
| 2002                 | Gösta Ladiges           | Deutschland            | 0 54:26 | Gabriele Schult -4-      | Deutschland        | 1:00:55 |
| 2000                 | Uwe Schimkus            | Deutschland            | 0 53:19 | Gabriele Schult -3-      | Deutschland        | 1:03:30 |
| 1999                 | Peter Smolinski         | Deutschland            | 0 55:49 | Gabriele Schult -2-      | Deutschland        | 1:03:27 |
| 1998                 | Jörn Wagner             | Deutschland            | 0 51:14 | Liliana Hünerberg        | Deutschland        | 0 59:59 |
| 1997                 | Christian Natusch       | Deutschland            | 0 52:53 | Gabriele Schult          | Deutschland        | 1:01:14 |
| 1996                 | Michael Hass            | Deutschland            | 0 51:32 | Stella Zastrau           | Deutschland        | 1:06:11 |
| 1995                 | Steffen Benecke         | Deutschland            | 0 52:23 | Carla Eden               | Deutschland        | 1:01:50 |
| 1994                 | Peter Fröhlich          | Deutschland            | 0 52:52 | Ute Bergeest             | Deutschland        | 1:02:27 |
| 1993                 | David Walters -4-       | Vereinigte Staaten     | 0 51:45 | Janeth Salazar-Ohst      | Vereinigte Staaten | 1:01:44 |
| 1992                 | David Walters -3-       | Vereinigte Staaten     | 0 50:26 | Margrit Nelle            | Deutschland        | 1:02:53 |
| 1991                 | Marco Kolmorgen         | Deutschland            | 0 51:10 | Bianca Gudd              | Deutschland        | 1:03:49 |
| 1990                 | Andreas Hünerberg       | BR Deutschland         | 0 52:25 | Kirsten Nachtigall       | BR Deutschland     | 1:03:34 |
| 1989                 | Kai Hoffmann            | BR Deutschland         | 0 51:59 | Marlis Schröder -2-      | BR Deutschland     | 1:04:25 |
| 1988                 | David Walters -2-       | Vereinigte Staaten     | 0 51:48 | Margit Meyer -3-         | BR Deutschland     | 1:04:15 |
| 1987                 | Doug Jones              | Vereinigte Staaten     | 0 52:16 | Margit Meyer -2-         | BR Deutschland     | 1:02:42 |
| 1986                 | David Walters           | Vereinigte Staaten     | 0 49:11 | Margit Meyer             | BR Deutschland     | 1:02:13 |
| 1985 *               | Barry Walters           | Vereinigtes Königreich | 0 47:32 | Ulla Heiskanen           | Finnland           | 0 58:26 |
| 1984 *               | Juhani Heiskanen        | Finnland               | 0 54:44 | Marlis Schröder          | BR Deutschland     | 1:07:07 |